# Dinar iraquí
El dinar (en árabe y kurdo: دينار) es la moneda oficial de Irak. Se divide en 1.000 fils y su código ISO 4217 es IQD.

## Historia
Durante la ocupación otomana desde 1534 de la entonces llamada Mesopotamia, el akçe, el Kuruş o piastra y luego la lira turca fueron las monedas circulantes, a excepción de 1623 hasta 1638 en que fue ocupada por el Imperio persa safávida y fue cuando se acuñaron localmente fallus de cobre y shahi de plata.
También durante la ocupación turca con cecas en Bagdad, Hilla y Basora, se acuñaron gran cantidad de altin de oro en 1603 y luego de la expulsión persa en 1639 hasta 1650, circularon gran cantidad de para de cobre, dírhams de plata y altin de oro. En otros años intermedios también pero de manera escasa, siendo piezas muy raras, se han acuñado dírhams, akçe de plata y sultani de oro.
La acuñación local de 5 para de cobre y de plata del Irak otomano bajos las mismas tres cecas ya nombradas se retomó bajo el reinado del sultán Mahmud I en 1730 (circulando con esa fecha hasta por lo menos 1754)  y luego siguió con escasas emisiones  en 1757 y en 1782, pero a partir de 1821 hasta 1840 circularon gran cantidad de para de cobre y vellón, y piastras de plata pero solo con ceca de Bagdad.
Tras la caída del Imperio otomano y la ocupación británica durante la I Guerra Mundial, la colocación de la Mesopotamia o Irak bajo mandato de dicha potencia, la rupia india que ya circulaba en el vecino protectorado de Kuwait, comenzó a usarse en todo el territorio.
El dinar se introdujo el 1 de abril de 1932 si bien ya se acuñaron monedas y emitieron billetes el año anterior, para sustituir a la rupia india que había sido la moneda oficial hasta entonces.
En el momento del cambio, 1 dinar equivalía a 13⅓ rupias. El dinar fijó su tasa de cambio a la libra esterlina sin cambiar su valor hasta 1959, cuando fijó su valor al dólar con una tasa de cambio de 1 IQD = 2,80 USD. Al no seguir las devaluaciones del dólar en 1971 y 1973, el dinar alcanzó un valor de 3,3778 USD antes de haberse devaluado un 5% (reduciendo su valor a 3,2169 USD), una tasa que se mantuvo más o menos fija hasta la Guerra del Golfo, aunque a finales de 1989, la tasa de cambio en el mercado negro era hasta cinco y seis veces más alta (1,86 dinares por dólar) que la tasa oficial de cambio.
Después la Guerra del Golfo en 1991 y debido al bloqueo económico, la tecnología suiza para imprimir billetes no estaba disponible, por lo que se imprimieron billetes de una menor calidad. Los billetes previos a la Guerra del Golfo son conocidos como "dinares suizos" y continuaron circulando en el Kurdistán. Debido a la excesiva cantidad de billetes impresos, el dinar se devaluó rápidamente, y a finales de 1995 su tasa de cambio era de 1 USD = 3.000 IQD.
Tras el derrocamiento del régimen de Saddam Hussein durante la Invasión de Irak de 2003 el gobierno provisional iraquí y la Autoridad Provisional de la Coalición imprimieron más billetes de Saddam como medida provisional para asegurar el suministro del dinero hasta la introducción del nuevo dinar.
Entre el 15 de octubre de 2003 y el 15 de enero de 2004, la Autoridad Provisional de la Coalición emitió los nuevos billetes y monedas del dinar iraquí. Estos billetes se imprimieron en De la Rue utilizando las más modernas medidas de seguridad para evitar su falsificación. El antiguo dinar se cambió a la par con el nuevo dinar, excepto en el caso de los dinares suizos, que se cambiaban de 150 a 1 nuevo dinar.

## Monedas
En 2004, se introdujeron nuevas monedas de 25, 50 y 100 dinares. Sin embargo, estas acuñaciones no han gozado de una buena reputación entre el público iraquí.
| Denominación | Emisión | Metal    | Canto    | Diámetro (mm) | Peso (g) | Anverso                                                  | Reverso                                            |
| ------------ | ------- | -------- | -------- | ------------- | -------- | -------------------------------------------------------- | -------------------------------------------------- |
| 25 Dinares   | 2004    | Acero+Cu | Liso     | 17,50         | 2,00     | Mapa de Irak - Ríos Tigris y Éufrates - año de acuñación | بنك العراق المركزي - خمسة وعشرين دينارا - دينار ٢٥ |
| 50 Dinares   | 2004    | Cu+Ni+Zn | Liso     | 19,00         | 3,43     | Mapa de Irak - Ríos Tigris y Éufrates - año de acuñación | بنك العراق المركزي - خمسين دينارا - دينار ٥٠       |
| 100 Dinares  | 2004    | Acero+Ni | Estriado | 22,00         | 4,30     | Mapa de Irak - Ríos Tigris y Éufrates - año de acuñación | بنك العراق المركزي - مائة دينار - دينار ١٠٠        |

### Acuñaciones anteriores
Entre 1931 y 1932 se acuñaron las primeras monedas en denominaciones de 1, 2, 4, 10, 20, 50 y 200 fils, esta última conocida como rial. Las monedas de 20, 50 y 200 fils se acuñaron en plata. En 1953 se introdujeron monedas de 100 fils de plata.
Tras el establecimiento de la República de Irak, se acuñó una nueva serie de monedas de 1, 5, 10, 25, 50 y 100 fils hasta 1969. En 1970 se añadió una moneda de 250 fils, seguidas de las de 500 fils y 1 dinar en 1982. Después de 1990 la producción de monedas cesó.
| Facial   | Emisión   | Metal            | Canto          | Diámetro (mm) | Peso (g) | Forma       | Anverso                              | Reverso                                            |
| -------- | --------- | ---------------- | -------------- | ------------- | -------- | ----------- | ------------------------------------ | -------------------------------------------------- |
| 1 Fil    | 1959      | Bronce           | Liso           | 19,70         | 2,60     | Dodecagonal | Espiga de trigo - Engranaje - Sables | جمهورية العراق - فلس ١ - Ramas de palmera - Año    |
| 5 Fils   | 1967-1981 | Acero inoxidable | Liso           | 22,00         | 3,90     | Lobulada    | Palmeras - Año de acuñación          | جمهورية العراق - فلس ٥ - Pluma y espiga de trigo   |
| 10 Fils  | 1967-1981 | Acero inoxidable | Liso           | 26,00         | 5,70     | Lobulada    | Palmeras - Año de acuñación          | جمهورية العراق - فلس ١٠ - Pluma y espiga de trigo  |
| 25 Fils  | 1969-1981 | Cu+Ni            | Estriado       | 20,00         | 2,80     | Redonda     | Palmeras - Año de acuñación          | جمهورية العراق - فلس ٢٥ - Pluma y espiga de trigo  |
| 50 Fils  | 1969-1990 | Cu+Ni            | Estriado       | 23,00         | 5,60     | Redonda     | Palmeras - Año de acuñación          | جمهورية العراق - فلس ٥٠ - Pluma y espiga de trigo  |
| 100 Fils | 1970-1979 | Cu+Ni            | Liso (فلس ١٠٠) | 29,00         | 10,90    | Redonda     | Palmeras - Año de acuñación          | جمهورية العراق - فلس ١٠٠ - Pluma y espiga de trigo |
| 250 Fils | 1980-1990 | Cu+Ni            | Liso           | 30,00         | 10,20    | Octogonal   | Palmeras - Año de acuñación          | جمهورية العراق - فلس ٢٥٠ - Pluma y espiga de trigo |
| 500 Fils | 1982      | Níquel           | Discontinuo    | 30,50         | 9,10     | Cuadrada    | Palmeras - Año de acuñación          | جمهورية العراق - فلس ٥٠٠ - Pluma y espiga de trigo |
| 1 Dinar  | 1981      | Níquel           | Estriado       | 33,50         | 13,00    | Decagonal   | Palmeras - Año de acuñación          | جمهورية العراق - دينار ١ - Pluma y espiga de trigo |

## Billetes
En 1931 el Comité Monetario iraquí en nombre del gobierno emitió billetes en denominaciones de ¼, ½, 1, 5, 10 y 100 dinares. Estos billetes se imprimieron en el Reino Unido. Entre 1931 y 1947 estos billetes tenían plena convertibilidad a la libra esterlina. Desde 1947 el Banco Nacional de Irak se encargó de emitir los billetes, y en 1954 cambió su nombre al de Banco Central de Irak.
La producción de billetes de 100 dinares cesó durante los años 40, aunque por otro lado se emitieron las mismas denominaciones hasta 1978, fecha en la que se introdujo el billete de 25 dinares. En 1991 se introdujeron billetes de 50 y 100 dinares, seguidos de los de 250 dinares en 1995, y 10 000 dinares en 2002.
Los billetes emitidos entre 1990 y octubre de 2003, junto a las emisiones de 25 dinares de 1986, portan un retrato idealizado del antiguo presidente Saddam Hussein. Tras la Guerra del Golfo de 1991, los billetes se imprimían en Irak y en China, utilizando papel de pasta de madera (en vez de fibra de algodón o lino) y una calidad litográfica inferior.
Debido a esto, la falsificación de los billetes llegó a tener mucha más calidad que los billetes reales. Con el colapso del valor del dinar, el último billete emitido hasta 2002 de mayor denominación fue uno de 250 dinares. En 2002, El Banco Central de Irak emitió un billete de 10 000 dinares para utilizarlo en grandes operaciones interbancarias. Sin embargo era raro el uso de este billete debido al temor a los robos y a la falsificación, por lo que la situación obligó a la gente a llevar paquetes de billetes de 250 dinares para las operaciones diarias. Las denominaciones más bajas, debido a su nulo valor, dejaron de usarse, por lo que llegó un momento en el que circulaba nada más que un tipo de billete en todo Irak.
A los billetes impresos antes de la Guerra del Golfo se les conoce como "dinar suizo". Obtuvo su nombre por la tecnología con la que estaban impresos, de mucha mayor calidad que los billetes predecesores. Tras un periodo de transición, estos billetes fueron retirados de la circulación por el gobierno iraquí. Sin embargo, estos billetes aún circulaban en algunas regiones del Kurdistán hasta que fueron sustituidos por el nuevo dinar tras la segunda Guerra del Golfo. Durante este tiempo el dinar suizo mantuvo su valor, mientras que los otros billetes perdían su valor en un 30% anual.
En 2003 se emitieron nuevos billetes en denominaciones de 50, 250, 1.000, 5.000, 10 000 y 25.000 dinares. Estos diseños son similares a los emitidos por el Banco Central de Irak en los años 70 y 80. En octubre de 2004 se añadió un nuevo billete de 500 dinares. En las regiones kurdas de Irak, el billete de 50 dinares no circula.

### Series de 1990-2002
| Denominación   | Color predominante | Descripción del anverso                                                                          | Descripción del reverso                                                                             |
| -------------- | ------------------ | ------------------------------------------------------------------------------------------------ | --------------------------------------------------------------------------------------------------- |
| ¼ Dinar        | Verde/rosa         | ¼ - البنك المركزي العراقي - ربع دينار - Palmeras                                                 | ¼ - Quarter Dinar - Central Bank of Iraq                                                            |
| ½ Dinar        | Violeta/Azul       | ½ - البنك المركزي العراقي - نصف الدينار - Astrolabio                                             | ½ - Half Dinar - Central Bank of Iraq - Gran Mezquita de Samarra                                    |
| 1 Dinar        | Verde/Rosa         | البنك المركزي العراقي - دينار واحد - ١ - Antiguo dinar de oro                                    | 1 - One Dinar - Central Bank of Iraq - Universidad de Mustansiriya                                  |
| 5 Dinares      | Rojo               | البنك المركزي العراقي - خمسة دنانير - ٥ - Saddam Hussein                                         | 5 - FIVE DINARS - CENTRAL BANK OF IRAQ - Tumba del Soldado Desconocido                              |
| 10 Dinares     | Azul/Violeta       | البنك المركزي العراقي - عشرة دنانير - ١٠ - Saddam Hussein                                        | 10 - Ten Dinars - Central Bank of Iraq - León alado con cabeza humana del palacio de Asurbanipal II |
| 25 Dinares     | Verde              | البنك المركزي العراقي - خمسة وعشرون دينارا - ٢٥ - Caballos                                       | 25 - Twenty Five Dinars - Central Bank of Iraq - Edificio                                           |
| 25 Dinares     | Verde/Marrón       | البنك المركزي العراقي - خمسة وعشرون دينارا - ٢٥ - Caballos - Saddam Hussein                      | 25 - Twenty Five Dinars - Central Bank of Iraq - Monumento de Al-Shaheed Monument                   |
| 25 Dinares     | Verde/Violeta      | البنك المركزي العراقي - خمسة وعشرون دينارا - ٢٥ - Saddam Hussein                                 | 25 - Twenty Five Dinars - Central Bank of Iraq - Puerta de Istar y León de Babilonia                |
| 50 Dinares     | Rosa/Verde         | البنك المركزي العراقي - خمسين دينارا - ٥٠ - Saddam Hussein                                       | 50 - Fifty Dinars - Central Bank of Iraq - Gran Mezquita de Samarra                                 |
| 50 Dinares     | Marrón/Azul        | البنك المركزي العراقي - خمسين دينارا - ٥٠ - Saddam Hussein                                       | 50 - Fifty Dinars - Central Bank of Iraq - Puente de Saddam                                         |
| 100 Dinares    | Verde/Violeta      | البنك المركزي العراقي - مائة دينار - ١٠٠ - Saddam Hussein                                        | 100 - One Hundred Dinars - Central Bank of Iraq - Manos de la Victoria                              |
| 100 Dinares    | Azul               | البنك المركزي العراقي - مائة دينار - ١٠٠ - Saddam Hussein                                        | 100 - One Hundred Dinars - Central Bank of Iraq - Torre del Reloj en Bagdad                         |
| 100 Dinares    | Azul               | البنك المركزي العراقي - مائة دينار - ١٠٠ - Saddam Hussein                                        | 100 - One Hundred Dinars - Central Bank of Iraq - Ciudad antigua de Bagdad                          |
| 250 Dinares    | Violeta            | البنك المركزي العراقي - مائة دينار - ٢٥٠ - Saddam Hussein                                        | 250 - Two Hundred Fifty Dinars - Central Bank of Iraq - Friso del Monumento a la Libertad           |
| 250 Dinares    | Violeta            | البنك المركزي العراقي - مائة دينار - ٢٥٠ - Saddam Hussein                                        | 250 - Two Hundred Fifty Dinars - Central Bank of Iraq - Cúpula de la Roca                           |
| 10.000 Dinares | Violeta/Rosa       | البنك المركزي العراقي - عشرة آلاف دينار - ١٠٠٠٠ - Saddam Hussein - Tumba del Soldado Desconocido | 10000 - TEN THOUSAND DINARS - CENTRAL BANK OF IRAQ - Universidad de Mustansiriya - Astrolabio       |

### Series de 2003-
| Anverso | Reverso | Denominación   | Color predominante | Imagen del anverso       | Imagen del reverso                  |
| ------- | ------- | -------------- | ------------------ | ------------------------ | ----------------------------------- |
|         |         | 50 Dinares     | Violeta            | Silo de Basrah           | Palmeras datileras                  |
|         |         | 250 Dinares    | Azul               | Astrolabio               | Minarete de Samarra                 |
|         |         | 500 Dinares    | Verde              | Presa de Ducan           | Toro alado                          |
|         |         | 1.000 Dinares  | Marrón/Amarillo    | Dinar de oro             | Universidad de Mustansiriya         |
|         |         | 5.000 Dinares  | Azul               | Cascada de Gully Ali Beg | Fortaleza de Al-Ukhether            |
|         |         | 10.000 Dinares | Verde              | Alhacén                  | Minarete de la mezquita de Al-Hadba |
|         |         | 25.000 Dinares | Rojo               | Granjero kurdo           | Estela del Código de Hammurabi      |